# Alain Cousin
Pour les articles homonymes, voir Cousin.
Alain Cousin, né le 8 avril 1947 à Périers (Manche), est un homme politique français. Membre du parti Les Républicains, il a été député de la Manche de 1988 à 2012.

## Biographie
Alain Cousin est le fils de Léonord Cousin (1921-2007), résistant et ancien adjoint au maire de Millières, et le frère de Jean-Yves Cousin, maire de Vire de 1989 à 2014 et député du Calvados de 2002 à 2012.
Il commence à s'engager politiquement à 23 ans, en 1971, en tant que conseiller municipal de Cherbourg. Il est élu en 1977 au conseil municipal de Coutances, où il est agent d'assurance de 1974 à 2005, et devient premier adjoint entre 1986 et 1995. Il est également élu dans le canton de Coutances au conseil général de la Manche en 1985, dont il devient vice-président en 1992.
Aux législatives de 1988, il remporte la circonscription de Coutances. Entre 1992 et 2002, il préside Manche expansion, comité d'expansion économique du département, et profite de son mandat national pour promouvoir le Sud-Manche. Il favorise ainsi l'implantation d'une usine de LVMH à Juilley. Pourtant, il perd les élections cantonales de 2004.
Il est aussi membre de l'Assemblée parlementaire au Conseil de l'Europe depuis 2002 puis devient vice-président de la délégation française en 2007.
Il a été réélu aux législatives de 2007 où, après avoir siégé à la Commission des Affaires économiques pendant deux mandats, il rejoint, en juin 2007, celle des Affaires étrangères. Au mois d'octobre suivant, il est nommé président du conseil d'administration d'Ubifrance par décret du Président de la République.
Candidat à sa succession lors des élections législatives de 2012, il est battu par Stéphane Travert au second tour.
Après un mandat de 5 ans, il laisse la présidence d'Ubifrance à Jean-Paul Bacquet le 9 octobre 2012.

## Synthèse des mandats
- 22/03/1971 - 13/03/1977 : conseiller municipal de Cherbourg (Manche)
- 14/03/1977 - 18/06/1995 : adjoint au maire de Coutances (Manche)
- 18/03/1985 - 29/03/1992 : conseiller général de la Manche, élu du canton de Coutances
- 12/06/1988 - 25/06/2012 : député de la 3e circonscription de la Manche
- 30/03/1992 - 18/03/2004 : vice-président du conseil général de la Manche
- 19/06/1995 - 18/03/2001 : conseiller municipal de Coutances